# Johan Andersson i Sjöberg
Lars Johan Andersson, Andersson i Sjöberg, född 27 november 1840 i Leksbergs församling i Skaraborgs län, död där 26 juli 1919, var en svensk kommunalordförande, godsägare och riksdagsman.
Johan Andersson var ägare till godset Sjöberg i Skaraborgs län. Som riksdagsman var han ledamot av första kammaren 1888-1890, invald i Skaraborgs läns valkrets.